# Wieża widokowa w Siekowie
Wieża widokowa w Siekowie – wieża widokowa zlokalizowana w pobliżu wsi Siekowo (powiat wolsztyński, gmina Przemęt) na szczycie Winnej Góry (Winnicy).

## Historia i konstrukcja
Wieża jest siedmiokondygnacyjna, drewniana, zbudowana w 2011 na trzech pniach daglezji. Stoi na wysokości 101 m n.p.m., a jej wysokość to 30 m. Stanowi najwyższy w Polsce drewniany punkt widokowy. Na szczytową platformę widokową prowadzą 142 drewniane stopnie. Na platformie może przebywać jednocześnie 25 osób, a czas przebywania na niej regulamin ogranicza do 30 minut.
Pomysłodawcą budowy obiektu był Urząd Gminy w Przemęcie, projektantem był Szymon Peciak (SP Struktura), a wykonawcą Marcin Jęśkowiak (MARSZYM). Budowę finansowo wspierały też: gmina Przemęt, powiat wolsztyński, Nadleśnictwo Kościan, marszałek województwa wielkopolskiego i prywatne firmy. Celem budowy wieży było zwiększenie atrakcyjności turystycznej regionu, jak i monitorowanie zagrożenia pożarowego okolicznych lasów.